# Straßenlauf-Länderkampf der Männer 1971 Niederlande – BR Deutschland – Schweiz
| 1. Leichtathletik-Länderkampf mit bundesdeutscher Beteiligung 1971       | 1. Leichtathletik-Länderkampf mit bundesdeutscher Beteiligung 1971 |
| ------------------------------------------------------------------------ | ------------------------------------------------------------------ |
|                                                                          |                                                                    |
| Straßenlauf-Vergleich der Männer: Niederlande – BR Deutschland – Schweiz |                                                                    |
| Austragungsort                                                           | Gemeinde Beek                                                      |
| Wettbewerbe                                                              | 1                                                                  |
| Datum                                                                    | 5. Juni                                                            |
| 1. FRG 2. NLD 2. SUI                                                     | 8:32:23 h 8:41:18 h 8:48:16 h                                      |
| Chronik                                                                  |                                                                    |
| ← letzter LK 1970: 00FRA-FRG-SUI 10kampf (M)                             | ROU-FRG-POL 10kampf (M) →                                          |

Den ersten Vergleich des Länderkampfjahres 1971 bestritten die bundesdeutschen Straßenläufer am 5. Juni in der niederländischen Gemeinde Beek. Es war schon die neunte Begegnung der drei Länder in einem Straßenlauf. In sämtlichen vorangegangenen Aufeinandertreffen seit 1963, als Luxemburg als vierte Nation dabei gewesen war, hatte das bundesdeutsche Team vorne gelegen. Die Niederlande hatten von 1963 bis 1965 sowie von 1967 bis 1970 jeweils den zweiten Platz belegt.

## Wettbewerb und Modus
Wie immer in den Straßenlauf-Länderkämpfen wurde ein Rennen über dreißig Kilometer durchgeführt. Jede Nation stellte maximal sechs Läufer, von denen die fünf Besten über die Addition ihrer Zeiten gewertet wurden. Das Heimteam aus den Niederlanden trat nur mit fünf Läufern an, die alle gewertet wurden.

## Ergebnis
Die bundesdeutschen Läufer feierten einen Doppelsieg, die weiteren drei gewerteten bundesdeutschen Athleten belegten die Ränge sechs und sieben sowie zehn. Damit lag die Mannschaft knapp neun Minuten vor den wieder zweitplatzierten Niederländern. Weitere knapp sieben Minuten zurück belegte die Schweiz wie fast immer den dritten Platz.

## Legende
Kurze Übersicht zur Bedeutung der Symbolik – so üblicherweise auch in sonstigen Veröffentlichungen verwendet:
| LK | Länderkampf |

### 30-km-Straßenlauf
| Platz | Athlet                        | Land | Zeit (h) |
| ----- | ----------------------------- | ---- | -------- |
| 01    | Alfons Ida                    | FRG  | 1:40:48  |
| 02    | Helmut Schu                   | FRG  | 1:41:18  |
| 03    | Christian Spengler            | SUI  | 1:41:25  |
| 04    | Wim Hol                       | NLD  | 1:41:56  |
| 05    | Karl Strobel                  | SUI  | 1:42:16  |
| 06    | Georg Pyttel                  | FRG  | 1:42:28  |
| 07    | Wilfried Kadner               | FRG  | 1:42:39  |
| 08    | Gijs de Bode                  | NLD  | 1:43:02  |
| 09    | Klaas de Ruiter               | NLD  | 1:43:47  |
| 10    | Friedrich-Wilhelm Wiggershaus | FRG  | 1:45:10  |
| 11    | Louis Vink                    | NLD  | 1:45:30  |
| 12    | Eckhart Spieker               | FRG  | 1:46:25  |
| 13    | Johan Kijne                   | NLD  | 1:47:03  |
| 14    | Heinz Kunisch                 | SUI  | 1:47:20  |
| 15    | Alfons Berger                 | SUI  | 1:47:55  |
| 16    | Josef Gwerder                 | SUI  | 1:49:20  |
| 17    | Alois Gwerder                 | SUI  | 1:51:10  |